# 오라녜 공

아라녜의 프린스 문장 (1815–1884)

오라녜 공(네덜란드어: Prins van Oranje)은 현재 프랑스 남부에 속하는 오랑주 공국과 관련이 있는 작위이다. 현재는 네덜란드의 오라녜나사우가에서 왕위 계승자의 칭호로 쓰인다.
1713년의 위트레흐트 조약 하에서 프리드리히 빌헬름 1세가 프랑스의 루이 14세에게 오라녜 공국을 양도했다. (자신의 왕령의 일부로 칭호를 유지하면서) 잉글랜드의 윌리엄 3세가 후계자 없이 사망한 이후, 요한 빌렘 프리소와 프로이센의 프리드리히 1세 사이에서 분쟁이 발생했다. 결과적으로, 프리소의 아들, 윌리엄 4세는 프러시아(Prussia, 프로이센)의 빌럼 1세와 ‘오라녜 왕자’(네덜란드와 신교도 지역에서 명성을 쌓아 온)라는 칭호의 사용을 공유해야 했다. 그 칭호는 전통적으로 네덜란드 군주의 확실한 후계자에게 전해지는 것이었다. 그 칭호는 1983년 이래 상속 확정자에게 내려졌으며, 그 소유자는 프린스 또는 오라녜 공작이 될 수 있다.

## 같이 보기
- 네덜란드의 왕위 계승자 목록